# Stenenstorter

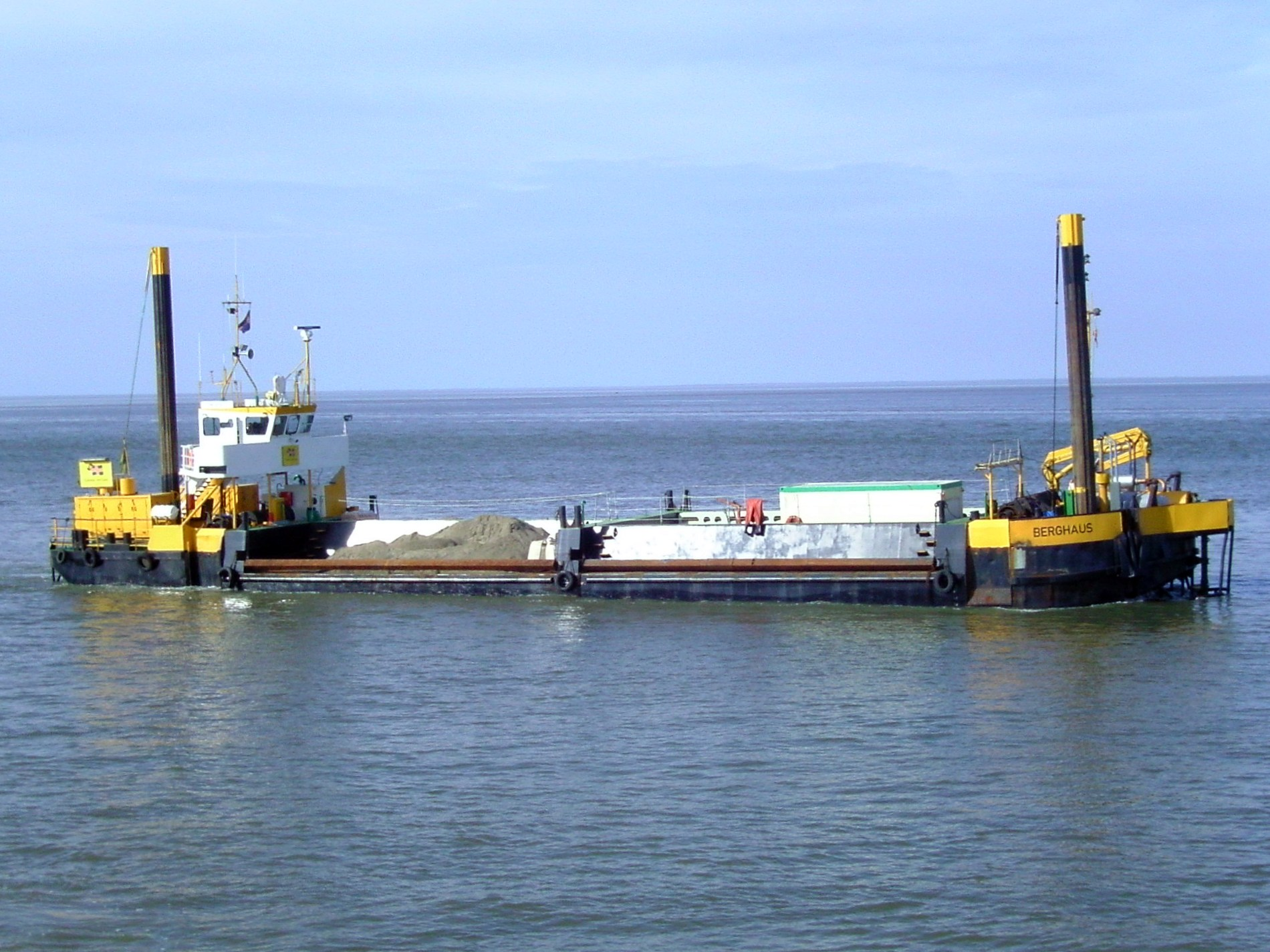
Stenenstorter Berghaus op de Elbe

De stenenstorter (ook wel steenstorter) is een werkend vaartuig uit de natte aannemerij dat gebruikt wordt om stenen op een gewenste plaats onder water te storten.
De zijstorter heeft een vlak dek met in het midden in langsrichting twee schotten, die door middel van horizontale, eveneens op het dek liggende hydraulische cilinders, naar beide zijden kunnen worden bewogen.  Het dek wordt volgestort met stenen, de zijstorter wordt gepositioneerd boven de stortplaats en de cilinders schuiven de beide schotten naar buiten en de stenen worden over de dekrand geschoven. Dit gaat naar beide zijden, zodat de zijstorter gelijkmatig wordt belast en niet kan kapseizen.
Een andere mogelijkheid is het gebruik van een valpijpschip, waarmee op grote diepte kan worden gestort zoals bij het Ormen Langeproject door de Nordnes. De stortcapaciteit van een valpijpschip is kleiner dan die van de andere steenstorters, maar de stenen kunnen ook op grote diepte met grote precisie geplaatst worden. Een ander bezwaar van het valpijpschip is dat de maximale steendiameter gelimiteerd wordt door de doorsnede van de valpijp. Heel grote stenen kunnen dus niet gestort worden.
Voor het storten van grote hoeveelheden steen waarbij de nauwkeurigheid minder van belang is kunnen ook onderlossers gebruikt worden, dit zijn schepen met kleppen aan de onderzijde waardoor de stenen gestort kunnen worden. In een enkel geval wordt ook wel een splijtbak gebruikt, alhoewel dit schip meestal gebruikt wordt voor het storten van zand. 
Tot circa 1960 werd ook wel de kantelbak gebruikt. Dit was een eenvoudig ponton waarbij de stenen gestort werden door aan één zijde een ballastcompartiment vol te laten lopen met water, waardoor de bak zoveel slagzij ging maken dat de stenen er af schoven. De kantelbak wordt niet meer gebruikt doordat het kantelen een vrij gevaarlijke operatie is, en bovendien de precisie erg laag is. 
De stenenstorter wordt onder meer gebruikt voor het onder water aanleggen van een fundatie van een dijk of golfbreker, het fixeren van een zinkstuk, het bedekken van pijplijnen (onder andere ter bescherming tegen onder visnetten en ankers) en het beschermen van offshoreconstructies.